# Porcellio liliputanus
Porcellio liliputanus là một loài chân đều trong họ Porcellionidae. Loài này được Nicolet miêu tả khoa học năm 1849.